# Labicymbium rusticulum
Labicymbium rusticulum är en spindelart som först beskrevs av Eugen von Keyserling 1891.  Labicymbium rusticulum ingår i släktet Labicymbium och familjen täckvävarspindlar. Inga underarter finns listade i Catalogue of Life.